# چرچبریدج، ساسکاچوان
چرچبریدج، ساسکاچوان (به انگلیسی: Churchbridge, Saskatchewan) یک منطقهٔ مسکونی در کانادا است که در ساسکاچوان واقع شده‌است. چرچبریدج ۲٫۷۶ کیلومتر مربع مساحت و ۷۴۳ نفر جمعیت دارد.